# Шутники
«Шутники» — пьеса Александра Островского в 4-х действиях. Подзаголовок: Картины московской жизни. Жанр: Комедия. Год создания — 1864.
Пьеса изначально предназначалась автором для исполнения его другом, артистом Александринского театра Бурдиным (роль Хрюкова) в его бенефис, а роль Верочки — для исполнения в московском Малом театре Н. А. Никулиной, где одновременно готовилась постановка. Но в результате в двух постановках заблистали два артиста:

«Шутники», по многим воспоминаниям, дали одну из лучших ролей Прову Михайловичу Садовскому, игравшему купца Хрюкова в Малом театре, и Василию Васильевичу Самойлову (Оброшенову в Александринке). …жесты и паузы Хрюкова-Садовского вошли в анналы актёрского мастерства и были описаны Анатолием Федоровичем Кони. И именно «Шутников» в «Записках» по поводу «Правил о премиях» сам драматург назвал среди пьес, «которые должны быть непременно в репертуаре всякого русского театра, если он хочет быть русским».

## Действующие лица
- Павел Прохорович Оброшенов, отставной чиновник.
- Анна Павловна, 25-ти лет
- Верочка, 17-ти лет } дочери его.
- Александр Петрович Гольцов, очень молодой человек, чиновник.
- Филимон Протасьич Хрюков, богатый купец, 60-ти лет.
- Недоносков |
- Недоростков } молодые люди, одетые по последней моде.
- Шилохвостов, лавочник в короткой люстриновой сибирке, сапоги бутылками.
- Улита Прохоровна, сестра Оброшенова
- Важная особа, в шинели нараспашку, на шее орден, тугой белый галстук и очень высокие воротнички.
- Солидный человек, низенький, толстый; на шее толстая золотая цепь, на руках перстни, палка с золотым набалдашником.
- Маменька, в темном шелковом салопе, покрыта темным платком.
- Дочка, одетая по моде, в маленькой соломенной шляпке.
- Девушка, в бурнусе, покрыта платочком, с картоном.
- Молодой человек.
- Чиновник 1-й.
- Чиновник 2-й
- Салопница, в руках завернутое свидетельство о бедности.

## Сюжет
У бедного отставного помещика две дочери. В младшую, Верочку, влюблен бедный скромный юноша Александр Петрович Гольцов. Он делает предложение, которое охотно принимается, и уже идут договоры о свадьбе. Но выясняется, что с Гольцовым произошла беда — на похороны матери он потратил чужие деньги. Долг надо немедленно отдавать, но никто не желает помочь бедному молодому человеку. Богатые соседи и приятели лишь жестоко и весело подшучивают над ним. Оброшенов пытается помочь найти деньги, молит знакомых дать в долг, да только богатые не торопятся помочь бедным — на все отчаянные просьбы лишь небезобидные розыгрыши, переходящие в настоящую интригу, чуть не сводящую с ума немолодого отставного чиновника. Бедность делает людей беззащитными в обществе, где правят только деньги. Честность, порядочность, духовное благородство — эти основополагающие характеристики становятся лишь мишенью для насмешек. Тема — вечная для постоянно мятущегося русского общества. Положение может спасти лишь благородный богатый купец Хрюков, женясь на старшей дочери.

## Постановки
Первые постановки прошли в Александринке в Петербурге и Малом театре в Москве.
В дальнейшем пьеса неоднократно ставилась в различных театрах. В московских постановках Малого театра особо прославились С. В. Шумский в роли Оброшенова — см. С. В. Шумский в роли Оброшенова в пьесе А. Н. Островского «Шутники». Рисунок Д. Шустова (недоступная ссылка); В. Н. Пашенная в роли Анны Павловны; в Александринке В. Н. Давыдов в роли Оброшенова.
Среди постановок в советское время: Центральный театр Красной Армии, Москва, 1933, музыку к которой писал Д. Б. Кабалевский, Тираспольский театр драмы и комедии, Тирасполь, 1973. Режиссёр Н.С. Аронецкая, в ролях: Павел Прохорович Оброшенов - Б.М. Аксёнов, Анна Павловна – Галина Эльманович, Верочка – Лариса Пашкова-Шер, Филимон Протасьич Хрюков – Ефим Рубинштейн.